# Carl O. Sauer
Carl Ortwin Sauer (24. prosince 1889 – 18. července 1975) byl americký geograf.  
Narodil se ve Warrentonu v Missouri v komunitě německých imigrantů. Jako dítě byl poslán na pět let studovat do Německa. Později navštěvoval církevní Central Wesleyan College ve Warrentonu, kde jeho otec působil jako školní botanik a vyučoval hudbu a francouzštinu. Po promoci v roce 1908 krátce studoval geologii na Northwestern University a studium zakončil na Chicagské univerzitě ziskem titulu Ph.D. v roce 1915. Sauer se 30. prosince 1913 oženil s Laurou Lorenou Schowengerdtovou; měli dvě děti, dceru a syna. Syn Jonathan Deininger Sauer (1918–2008), se stal profesorem geografie se specializací na rostlinnou geografii. 
Carl Ortwin Sauer působil jako profesor geografie na Kalifornské univerzitě v Berkeley od roku 1923 až do roku 1957, kdy odešel do důchodu.
Sauer vytvořil teorii o šíření rolnictví ve světě. Zde jsou hlavní její podstaty:
- Ohniska domestikace rostlin i domácích zvířat – je nutné hledat místa jejich přirozené diferenciace a přirozené genetické variability (přírodních podmínek).
- Zemědělství vznikalo ve vyšších nadmořských výškách – v nivách byly časté povodně.
- Původně využívané plochy byly zalesněné.
- Nevznikalo v důsledku nedostatku potravy, byl to vynález společnosti, která byla v nadbytku.
- Skupiny prvních rolníků žily alespoň část roku usedle – v době vegetace rostlin.
- Zemědělci byli lidmi se znalostí přírody.

Je též zakladatelem kulturní geografie.